# یلنا ژمایوا
یلنا ژمایوا (روسی: Елена Жемаева؛ زادهٔ ۳۰ مارس ۱۹۷۱) شمشیرباز اهل جمهوری آذربایجان بود.